# 唐括贡
唐括贡（？—1202年），本名唐括达哥，金朝将领，女真族，上京（今黑龙江省哈尔滨市阿城区南）率河人，太傅唐括德温之子。
唐括贡娶金世宗第四女吴国公主为妻，授驸马都尉，充奉御，特授拱卫直副都指挥使，官至刑部侍郎。以擅离职守，降为德州防御使。升顺天军节度使，后来移镇横海军节度使。后历任左宣徽使，兵部尚书、吏部尚书、礼部尚书兼大理卿。大定二十八年（1188年），拜枢密副使。大定二十九年（1189年），金章宗即位，为御史大夫，唐括贡生日，右丞相等人为他祝寿犯夜禁，监察御史弹劾上奏，免官，后来历知大兴府事、枢密使等。泰和二年（1202年）唐括贡去世。

## 延伸阅读
[在维基数据编辑]
 《金史·卷120》，出自脱脱《遼史》